# Morropón (província)
Morropón é uma província do Peru localizada na região de Piura. Sua capital é a cidade de Chulucanas.

## Distritos da província
- Buenos Aires
- Chalaco
- Chulucanas
- La Matanza
- Morropón
- Salitral
- San Juan de Bigote
- Santa Catalina de Mossa
- Santo Domingo
- Yamango